# Sophie Heymann
Sophia (Sophie) Heymann (Amsterdam, 28 januari 1874 – Sobibór, 5 maart 1943) was een Nederlands sopraan.
Zij is dochter van de uit Pruisen afkomstige en als chazan bekende Isaac Heymann en Rebecca Göttinger. Zus Louise Heymann was eveneens sopraan, zus Johanna Heymann en broer Carl Heymann waren pianist.
Ze kreeg haar muziekopleiding eerst van haar vader. Later kreeg ze lessen van Pauline Viardot-García en Mathilde Marchesi in Parijs en weer later ook in Berlijn. Ze maakte concertreizen door Nederland, België, Duitsland en Frankrijk, al dan niet muzikaal vergezeld door een van haar zussen of broer. Ze trad onder meer op met de Nederlandse Opera van Cornelis van der Linden in het Paleis voor Volksvlijt in de rol van Valentine in De hugenoten. Ze maakte enige tijd deel uit van operagezelschappen in Gent en Den Haag (Franse Opera), maar had in Berlijn ook haar eigen operagezelschap. Ze trouwde in Berlijn met de tandarts Moritz Engel (overleden in 1930), maar bleef in tegenstelling tot haar zus Louise ook na haar trouwen optreden (Heymann-Engel). Ze deed daarbij steden aan als Keulen en Leipzig. Tijdens de Eerste Wereldoorlog week ze uit naar haar vaderland en trad op met zanger Anton Sistermans.
Van een optreden met haar zus Johanna schreef de Kölnische Zeitung in 1898: "Wie die Eine spielend singt, so spielt die Andere singend". Zus Louise werd wel omschreven als een Hollandse nachtegaal, de Franse componist Jules Massenet noemde Sophie juist een nachtegaal (rossignol). Matthijs Vermeulen als recensent: "Mevrouw Sophie Heymann-Engel behoort tot het ras van kunstenaars, dat zienderoogen uitsterft: de zoetgevooisde zangers, de vogelenkeeltjes, die kwinkeleeren als een dure Saksische kanarie".
In de jaren dertig vestigde ze zich weer in Amsterdam. Haar laatst bekende adres was Sarphatistraat 80 (daarvoor op nummer 133). Op dat adres gaf ze samen met haar zus Johanna muzieklessen totdat de Tweede Wereldoorlog uitbrak. Beiden werden door Nazi-Duitsland gedeporteerd en werden op 5 maart 1943 omgebracht in vernietigingskamp Sobibór.
Er zijn opnames van Sophie Heymann voor Berliner Records (Berlijn 1901), Favorite (Berlijn 1906) en Anker (Berlijn 1906-07). Haar zus Louise Heymann-Göttinger liet zeer zeldzame opnames achter voor Berliner Records (Amsterdam 1901).
- Gemeinsame Normdatei: 1059462427
- International Standard Name Identifier: 0000 0000 4004 5140
- Library of Congress Control Number: no2001074991
- Virtual International Authority File: 11960439
- WorldCat: E39PBJgHbBKBBBXYfVkYgDxFKd